# 나카가미촌
나카가미촌(中神村)은 도쿄부 기타타마군에 일찍이 존재했던 촌이다. 현재의 아키시마시 동부에 해당한다.

## 역사
- 1889년 4월 1일 - 정촌제 시행에 수반해 가나가와현 기타타마군 ,오가미촌, 후쿠지마촌, 쓰이지촌, 나카가미촌, 미야자와촌, 다나카촌, 조카와라촌, 하이지마촌이 성립하였다.
- 1893년 4월 1일 - 도쿄부에 이관되었다.
- 1902년 4월 1일 - 하이지마촌이 나카가미촌에서 독립하여 당시의 촌을 포함한 7촌이 되었다.
- 1928년 1월 1일 - 쓰이지촌, 오가미촌, 미야자와촌, 다나카촌, 조카와라촌, 하이지마촌과 합병해 쇼와촌이 신설되어, 동일 나카가미촌은 폐지되었다.

## 교통

### 철도
- 국철 (→ JR동일본)
  - 오메선

### 도로
- 오쿠타마 가도